# Paravilla lacunaris
Paravilla lacunaris är en tvåvingeart som först beskrevs av Daniel William Coquillett 1892.  Paravilla lacunaris ingår i släktet Paravilla och familjen svävflugor.
Artens utbredningsområde är Kalifornien. Inga underarter finns listade i Catalogue of Life.